# Sant Climent de la Torre
Sant Climent de la Torre, o Sant Climenç, és una capella romànica situada prop del mas de la Torre de Sant Climent, en el municipi de Montferrer i Castellbò (Alt Urgell), i inclosa en l'Inventari del Patrimoni Arquitectònic de Catalunya.

## Descripció
És una església d'una nau capçada a nord-est per un absis lleugerament descentrat, de forma de ferradura, cobert amb volta de quart d'esfera, que li dona un aspecte arcaic. Al mur meridional hi ha el portal, d'una arcada simple. El temple també presenta dues finestres absidals de doble esqueixada i una altra finestra, també de doble esqueixada, a la façana de ponent. Sobre aquesta darrera hi ha un campanar d'espadanya de dos ulls ben conservat. Sobre la paret que recolza sobre l'arc presbiteral hi ha un altre campanaret d'espadanya, de mida inferior i d'un sol ull. L'aparell és de lloses de pedra en filades força irregulars.

## Història
L'església de Sant Climent apareix esmentada, dins del deganat d'Urgell, en el llibre de la dècima del Bisbat d'Urgell de 1391, com a Sant Climent de Sallent, ben diferenciada de l'església de Sant Sadurní de Sallent. L'any 1575, Sant Climent de la Torre gaudia de la categoria d'església parroquial, encara que s'especifica que la parròquia constava només de 5 cases allunyades de l'església. L'any 1758 Sant Climent havia perdut la categoria de parròquia i havia estat agregada a Sant Vicenç de Sendes; tenia encara cementiri al servei de 5 o 6 cases que en depenien. L'any 1904 era només una capella del terme de Sendes.
El propietari de l'actual Mas de la Torre de Sant Climent i el Bisbat d'Urgell se'n disputen la propietat.